# Palmichal
Palmichal es el distrito número tres del cantón de Acosta, de la provincia de San José, en Costa Rica, fundado en el año de 1910.  

## Historia
Desde 1904, los pobladores de Candelaria (hoy Acosta) hacían gestiones ante el poder legislativo para la formación de un nuevo cantón, sin una solución definitiva.  Ante las gestiones realizadas la comisión de gobernación encargada de atender la petición de los dirigentes candelarenses, los encargados responden afirmativamente para que se elija un nuevo cantón con el nombre de Acosta, y satisfacer la demanda de soluciones de algunos pobladores del cantón de Aserrí.
El 27 de octubre de 1910, durante la administración de Ricardo Jiménez Oreamuno, mediante la Ley n.º 12, el distrito de Candelaria es segregado del cantón de Aserrí. El distrito de Candelaria logró separarse de Aserrí gracias a las acciones ejecutadas por sus pobladores, ya que aquejaban que su distrito se encontraba muy lejano al centro de Aserrí.

## Ubicación
El distrito se ubica al norte del cantón, y limita al norte con el cantón de Mora, al sur con los distritos de Guaitil y San Ignacio, al este con el cantón de Aserrí y al noreste con los cantones de Alajuelita y Escazú.

## Geografía
Palmichal cuenta con un área de 34,14 km² y una altitud media de 1097 m s. n. m.

## Demografía
Para el año 2022, Palmichal cuenta con una población estimada de 5878 habitantes, y para el último censo efectuado, en 2011, Palmichal contaba con una población de 4581 habitantes. Para el censo de 2011 se contabilizan más de 1 560 viviendas, aproximadamente.

## Organización territorial
El distrito de Palmichal se conforma por las siguientes comunidades o barrios:
- Barrio Agua Blanca (comparte con San Ignacio)
- Barrio Alto El Guabal
- Barrio Bajo Cerdas
- Barrio Bajos de Jorco
- Barrio Bolívar
- Barrio Cañadas
- Barrio Cedral
- Barrio Charcalillo
- Barrio Cuesta Pita
- Barrio Fila
- Barrio Jaular
- Barrio Lagunillas
- Barrio Palmichal (centro)
- Barrio Playa
- Barrio Salvaje
- Barrio Sevilla

## Cultura

### Educación
Ubicadas propiamente en el distrito de Palmichal se encuentran los siguientes centros educativos:
- Escuela de Agua Blanca
- Escuela Tomás de Acosta
- Escuela de Caragral
- Escuela Juan Calderón Valverde
- Escuela de Sevilla
- Escuela de Bajo Cerdas
- I.E.G.B. Juan Calderón Valverde

Asimismo desde el año 2011 se cuenta con el Colegio Técnico Profesional de Palmichal, institución de secundaria dedicada a la formación de técnicos medios en el distrito

## Transporte

### Carreteras
Al distrito lo atraviesan las siguientes rutas nacionales de carretera:
- Ruta nacional 209

## Concejo de distrito
El concejo de distrito de Palmichal vigila la actividad municipal y colabora con los respectivos distritos de su cantón. También está llamado a canalizar las necesidades y los intereses del distrito, por medio de la presentación de proyectos específicos ante el Concejo Municipal. La presidenta del concejo del distrito es la síndica propietaria del partido Acción Ciudadana, Yeilin Vargas Calderón.
El concejo del distrito se integra por:
| #                       | Partido                         | Nombre                           |
| Síndico propietario     | Síndico propietario             | Síndico propietario              |
| ----------------------- | ------------------------------- | -------------------------------- |
| 1                       | Partido Acción Ciudadana        | Yeilin Vargas Calderón           |
| Síndico suplente        |                                 |                                  |
| 2                       | Partido Acción Ciudadana        | José Guillermo Azofeifa Meza     |
| Concejales propietarios |                                 |                                  |
| 3                       | Partido Acción Ciudadana        | Arturo Ureña Calderón            |
| 4                       | Partido Acción Ciudadana        | Dunia Melissa Hernández Azofeifa |
| 5                       | Partido Liberación Nacional     | Olger Enrique Ureña Solano       |
| 6                       | Partido Unidad Social Cristiana | Luis Alberto Padilla Calderón    |
| Concejales suplentes    |                                 |                                  |
| 7                       | Partido Acción Ciudadana        | Carlos Luis Mora Rojas           |
| 8                       | Partido Acción Ciudadana        | Marilú Meza Monge                |
| 9                       | Partido Liberación Nacional     | Randall Alberto Valverde Fuentes |
| 10                      | Partido Unidad Social Cristiana | Omar Retana Segura               |